# Diocesi di Tacarata
La diocesi di Tacarata (in latino Dioecesis Tacaratensis) è una sede soppressa e sede titolare della Chiesa cattolica.

## Storia
Tacarata, nel territorio di Mila o Annaba nell'odierna Algeria, è un'antica sede episcopale della provincia romana di Numidia.
Sono tre i vescovi documentati di questa diocesi. Alla conferenza di Cartagine del 411, che vide riuniti assieme i vescovi cattolici e donatisti dell'Africa romana, presero parte il cattolico Aspidio e il donatista Verissimo. Dagli atti della conferenza di evince che il territorio della diocesi donatista di Tacarata era molto più ampio di quello della diocesi cattolica e l'autorità del vescovo Verissimo si estendeva anche sul territorio delle diocesi cattoliche di Leges, Case Calane e Ressiana.
Terzo vescovo noto di questa diocesi è Crescenzo, il cui nome appare al 113º posto nella lista dei vescovi della Numidia convocati a Cartagine dal re vandalo Unerico nel 484; Crescenzo, come tutti gli altri vescovi cattolici africani, fu condannato all'esilio.
Dal XX secolo Tacarata è annoverata tra le sedi vescovili titolari della Chiesa cattolica; la sede è vacante dal 13 maggio 2024.

## Cronotassi

### Vescovi residenti
- Aspidio † (menzionato nel 411)
  - Verissimo † (menzionato nel 411) (vescovo donatista)
- Crescenzo † (menzionato nel 484)

### Vescovi titolari
- John Mark Gannon † (9 dicembre 1966 - 5 settembre 1968 deceduto)
- Gerald Thomas Bergan † (11 giugno 1969 - 28 gennaio 1971 dimesso)
- Philip Francis Murphy † (11 gennaio 1976 - 2 settembre 1999 deceduto)
- Vincent Marius Joseph Peiris † (16 novembre 2000 - 13 maggio 2024 deceduto)